# Aberdeen (film)
Aberdeen är en norsk-svensk-brittisk dramafilm från 2000 regisserad av Hans Petter Moland. I rollerna syns bland annat Stellan Skarsgård, Lena Headey och Charlotte Rampling.

## Handlingen
Kaisa arbetar som advokat i London och firar att hon precis befordrats i företaget hon jobbar på. Allt är på topp och framtiden ser ljus ut. Nästa morgon kommer nedförsbacken när hon väcks av sin mor Helen som ringer och berättar att hon är allvarligt sjuk. Hon ber Kaisa åka till Norge för att hämta sin alkoholiserade far Tomas hem till Aberdeen. Den motvilliga Kaisa går med på upplägget, men det blir inte lätt att hämta pappan.

## Rollista
- Stellan Skarsgård – Tomas Heller
- Jean Anderson – Young Kaisa
- Lena Headey – Kairo 'Kaisa' Heller
- Charlotte Rampling – Helen
- Louise Goodall – Sara
- Jason Hetherington – Perkins
- Kate Lynn Evans – Emily
- John Killoran – Blake
- John Harwood – Huddleson
- Fergis McLarnon – Eric
- Anders T. Andersen – Toller
- Henriette Steenstrup – hyrbilsexpedit
- Kari Simonsen – servitris
- Jan Grønli – Granbakken
- Gard B. Eidsvold – obehaglig man Man (som Gard Eidsvold)
- Frøydis Armand – alkoliserad kvinna
- Nina Andresen Borud – flygvärdinna
- Jon Erling Wevling – flygvärd
- Justine Midda – mamma
- Richard Laing – pappa
- Nikolai Moland – barn #1 (som Nicolai Moland)
- Ann Moland – barn #2
- Max Moland – barn #3
- Ian Hart – Clive
- Stacey Gough – polis
- Lorraine McIntosh – sjuksystern Cita
- Matthew Wynn – full man på bar
- Garrett Pennery – Tufsing
- Marshall Lancaster – älg
- John Webber – underrättelseofficer
- Leo Gregory – ung mann #1
- Tony Bluto – ung mann #2
- Angela Chadfield – biljettförsäljare
- Sion Tudor Owen – spelare
- Lewis Howden – polis i civila kläder 1
- Sandy West – polis i civila kläder 2
- Sara-Marie Maltha – receptionist (som Sarah Marie Maltha)
- J.J. Mckeown – pojke vid dörr
- Lise Roestad – gäst i sällskap (som Lisa Rostad)

## Mottagande
Aberdeen blev bra mottagen av kritiker, något som gjort den har fått 87 % på Rotten Tomatoes.
Den blev också bra mottagande av norske kritiker. Bland annat så gav VG och Aftenposten filmen en femma i betyg, medan Dagbladet och Dagsavisen gav den fyra.

## Musik
Sången som Skarsgård nynnar på genom filmen och som spelas i slutscenen är den svenska låten Balladen om herr Fredrik Åkare och den söta fröken Cecilia Lind av Cornelis Vreeswijk.